# 佐野常樹
佐野 常樹（さの つねき?、1853年 （嘉永6年） - 1899年（明治32年））は、明治時代の官吏。旧名・浅見四郎、浅見忠雄。妻は佐野常民の娘・粂千代。

## 略伝
福島県丹羽浅見家の出身で二本松少年隊の生き残り。1881年（明治14年）に佐野常民の養嫡子となる。
内務省勧業寮十等として出仕し、明治9年（1876年）にはフィラデルフィア万国博覧会事務局翻訳編集係、明治14年（1881年）には第2回内国勧業博覧会審査官を務めた。1873年のウィーン万国博覧会にも佐野に随行している。農商務省書記官、内務省参事官、外務省書記官を経て、日本綿花初代社長。粂千代との間に三女をもうけたが、1894年に病気を理由に佐野家から廃嫡された。墓所は青山霊園(1イ5-26～28)

## 子女
- 米子（1882年生）…1897年に男爵有馬頼多と結婚（のち離婚）、男爵小野尊光長男・尊正と再婚[2][6]。
- 仲子（1886年生）…愛知県士族加藤景鄰養子秀一の妻。
- 茂子（1891年生）…東京府多額納税者で蜂印葡萄酒販売近藤利兵衛商店社長の近藤利兵衛（白井遠平六男）の養妹となった[7]。